# Un cri si lointain
Un cri si lointain (titre original : Rop från långt avstånd) est un roman policier de l'écrivain suédois Åke Edwardson paru en 1998 en Suède. C'est aussi la deuxième enquête du commissaire Erik Winter de la police de Göteborg. La traduction française par Anna Gibson est parue en 2003 aux Éditions Jean-Claude Lattès.

## Résumé
Après une semaine de congé, le commissaire Erik Winter reprend son travail à la brigade criminelle de Göteborg. C'est alors que le corps d'une jeune femme blonde est découvert au bord d'un lac à proximité de la ville. Rien ne permet d'identifier le corps. L'autopsie révèle seulement qu'elle a eu un enfant. Aucune personne portée disparue ne correspond à son signalement.
Un appel à témoins est diffusé par voie d'affiches. Il semble que personne n'ait constaté sa disparition. Elle est finalement identifiée grâce à une dame très âgée qui s'étonne de ne plus voir par sa fenêtre la jeune femme accompagnée d'un petite fille qui descendait régulièrement dans la cour au pied de l'immeuble.
Le commissaire a l'identité de la victime mais ne sait pas ce qu'est devenue l'enfant et si même elle est encore en vie. Un des seuls indices est une Ford Escort blanche vue sur le lieu du crime, la nuit où il a été commis.
L'enquête permet de faire le rapprochement avec un braquage qui a eu lieu 25 ans plus tôt dans la ville danoise d'Aalborg auquel a participé une jeune femme accompagnée de sa petite fille qui n'ont jamais été retrouvées. Erik Winter se rend à Aalborg et rencontre son homologue la commissaire Michaela Poulsen afin d'obtenir des détails sur cette affaire.

## Éditions
La version originale de ce roman, Rop från långt avstånd, est éditée en Suède en 1998 par Norstedts Förlag. Traduit en Français par Anna Gibson, Un cri si lointain est édité par Jean-Claude Lattès en 2003. Il paraît, en 2004, en édition de poche 10/18 dans la collection Grands détectives puis en 2009 dans la catégorie Domaine policier.

## Adaptations
La série suédoise Kommissarie Winter diffusée en France sous le nom Les Enquêtes du commissaire Winter est une adaptation des romans d'Erik Winter. Les troisième et quatrième épisodes de la saison 1 qui s'intitulent Rop från långt avstånd sont une adaptation du roman.